# Cataglyphis iberica
Cataglyphis iberica es una especie de hormiga del género Cataglyphis, familia Formicidae. Fue descrita científicamente por Emery en 1906.
Se distribuye por Gibraltar, Liechtenstein, Moldavia, Portugal y España. Se ha encontrado a elevaciones de hasta 1300 metros. Vive en el suelo, en nidos, forraje y debajo de piedras.